# Симфония № 1 (Скрябин)
Симфония № 1 ми мажор соч. 26 — произведение Александра Скрябина, написанное им в 1900 году. Одно из первых произведений, в котором ярко выражена идея Скрябина об искусстве, морально преображающем человека.

## История создания
Композитор начал писать эту симфонию летом 1900 года, интенсивно работал над ней в подмосковной местности Дарьино. Об этом он в июне писал М. П. Беляеву, что «занят одним большим сочинением для оркестра». Через три месяца сообщал ему: «За лето я сочинил симфонию (6 частей) и теперь инструментую».
Прежде всего Скрябин показал симфонию своему учителю по классу фортепиано Сафонову, затем, когда приехал в Петербург, Лядову. После ознакомления с партитурой Римский-Корсаков, Глазунов и Лядов пришли к выводу, что её можно издавать до исполнения, но категорически настаивали на переделке крайне трудных, а иногда и неисполнимых мест, как писал Беляев композитору. Скрябин советовался по этому поводу с профессором Умберто Мазетти. Тот счёл их вполне удобоисполнимыми, но тем не менее согласился, что нужно переделать их, так как его вокальная техника была несравнимой с возможностями хористов.
Впервые симфония была исполнена 11 (24) ноября 1900 года под управлением Анатолия Константиновича Лядова. Было исполнено только пять частей, так как хор в этом исполнении участия не принял из-за сложности исполнения последней части. Вся симфония с хором и солистами была исполнена 16 марта 1901 года на концерте, посвящённом памяти Н. Г. Рубинштейна.
В ноябре 1900 года за эту симфонию композитору была присуждена Глинкинская премия.

## Строение
Симфония состоит из шести частей общей протяжённостью около 45 минут:
1. Lento
2. Allegro dramatico
3. Lento
4. Vivace
5. Allegro
6. Andante

## Состав оркестра
Деревянные духовые
2 флейты пикколо
Флейта
2 гобоя
3 кларнета (A)
2 фагота
Медные духовые
4 валторны (F)
3 трубы (B)
3 тромбона
Туба
Ударные
Литавры
Колокола
Струнные
Арфа
I и II скрипки
Альты
Виолончели
Контрабасы

## Краткий анализ частей
Единство в этой шестичастной симфонии достигнуто благодаря идейному и тематическому единству.
Первая часть — это вступление ко всему циклу. Здесь сразу же заметно, что композитор стремился использовать колористические эффекты оркестра. В самом начале струнная группа разделяется не на пять, а на одиннадцать партий. Гармония постепенно усложняется, к двум валторнам присоединяются другие инструменты, которым поручены выдержанные звуки. Затем фон струнных становится трепещущим благодаря своеобразным рисункам партий скрипок, альтов и виолончелей. На этом фоне возникает лирическая кантилена, поручённая кларнету и поддержанная затем флейтой. Эта кантилена продолжает звучать и тогда, когда тему начинает развивать вся группа скрипок. Затем развитие отмечается переходом в верхний регистр. После возвращения начальной кантилены наступает её развитие путём красочного сопоставления тембров и переклички разных инструментов. Затем эта прозвучавшая у скрипок на фоне фигураций альтов тема возносится в верхний регистр. В последних тактах струнные инструменты делятся уже не на одиннадцать, а на восемнадцать партий. Это позволило композитору создать небывалую звучность.
Если в первой части сила звучания оркестра небольшая (по замыслу здесь не участвуют ни трубы, ни тромбоны, ни литавры), то во второй части развёртываются картины борьбы, звучность оркестра достигает большой мощи. Предшествующие кульминациям нарастания позволяют судить об учёте автором возможностей каждого инструмента в целях не только динамических, но и колористических эффектов.
В третьей части преобладают лирические настроения. Здесь виртуозно использован «свирельный» тембр кларнета.
Четвёртая часть имеет скерцозный характер с элементами стремительной танцевальной полётности.
В пятой части, несмотря на продолжающуюся перекличку с кантиленами, скрепляющими предыдущие части, вновь развёртываются и достигают яростной силы картины борьбы человека с препятствиями, стоящими на его пути к счастью. Напряжённость этой борьбы подчёркивается тематическим материалом, с самого начала отличающимся остротой интонаций.
Но финал указывает близость к победе. Торжественный характер вокальных и инструментальных партий подчёркивается звенящими аккордами арфы и фанфарами труб на фоне тремолирующих струнных. Солирующие меццо-сопрано и тенор, а затем смешанный хор прославляют искусство, преображающее человека. Текст финала написал автор:
О дивный образ Божества,
Гармоний чистое искусство!
Тебе приносим дружно мы
Хвалу восторженного чувства.
Ты жизни светлая мечта,
Ты праздник, ты отдохновенье,
Как дар приносишь людям ты
Свои волшебные виденья.
В тот мрачный и холодный час,
Когда душа полна смятенья,
В тебе находит человек
Живую радость утешенья.
Ты силы, павшие в борьбе,
Чудесно к жизни призываешь,
В уме усталом и больном
Ты мыслей новый строй рождаешь.
Ты чувств безбрежный океан
Рождаешь в сердце восхищённом,
И лучших песней песнь поёт,
Твой жрец, тобою вдохновлённый.
Царит всевластно на земле
Твой дух, свободный и могучий,
Тобой поднятый человек
Свершает славно подвиг лучший.
Придите, все народы мира,
Искусству славу воспоём!
Слава искусству,
Вовеки слава!